# ね
ね、ネは、日本語の音節のひとつであり、仮名のひとつである。

## 音声言語
- 現代標準語の音韻: 上歯茎に舌をつけて発音する鼻音である有声子音/n/と、母音えから成る。
- 1モーラを形成する。
- 清音でありながら子音は有声子音であり、濁音や半濁音は持たない。

## 文字言語

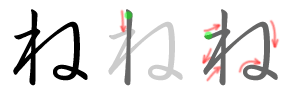
「ね」の筆順

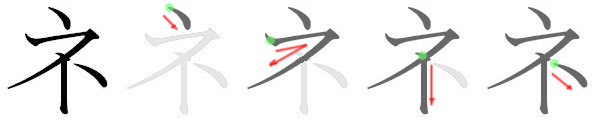
「ネ」の筆順

- 平仮名

| 画像 | 文字 | 字源         |
| ---- | ---- | ------------ |
|      | ね   | 草書の「祢」 |

- 片仮名

| 画像 | 文字 | 字源         |
| ---- | ---- | ------------ |
|      | ネ   | 楷書の「祢」 |
|      | -    | 楷書の「子」 |

- ローマ字
  - ne

## その他
- 五十音図: 第5行第4段（な行え段）
- 五十音順: 第24位のかな
- いろは順: 第20位。「つ」の次。「な」の前。
- 点字:
- 通話表: 「ねずみのネ」
- モールス信号: －－・－
- 手旗信号：9→2→1

- 発音: ね[ヘルプ/ファイル]

- 十二支の最初（子）。
- 「ね」は、会話において相手に同意を求める時に使用される。
- 鉄道車両を表す記号のうち、「ネ」は寝台車を表す（寝床のネ）。
- 「ね.」は、晩年の古澤良治郎が率いたジャズ・グループ。
- ね (EAST END×YURIの曲)。

- 『ね』は作詞・作曲：高橋はゆみの楽曲。2007年発表。卒園ソングの定番曲として知られ[4]、高瀬麻里子の歌でCD化されている。